# Râul Padina Seacă, Nera
Râul Padina Seacă este un curs de apă, afluent al râului Nera. 